# Biblioteca Cívica de Verona
La Biblioteca Cívica de Verona (en italiano, Biblioteca civica di Verona) figura entre los primeros puestos de instituciones análogas por la cantidad y la calidad de su patrimonio librario, manuscrito y raro.

## Historia

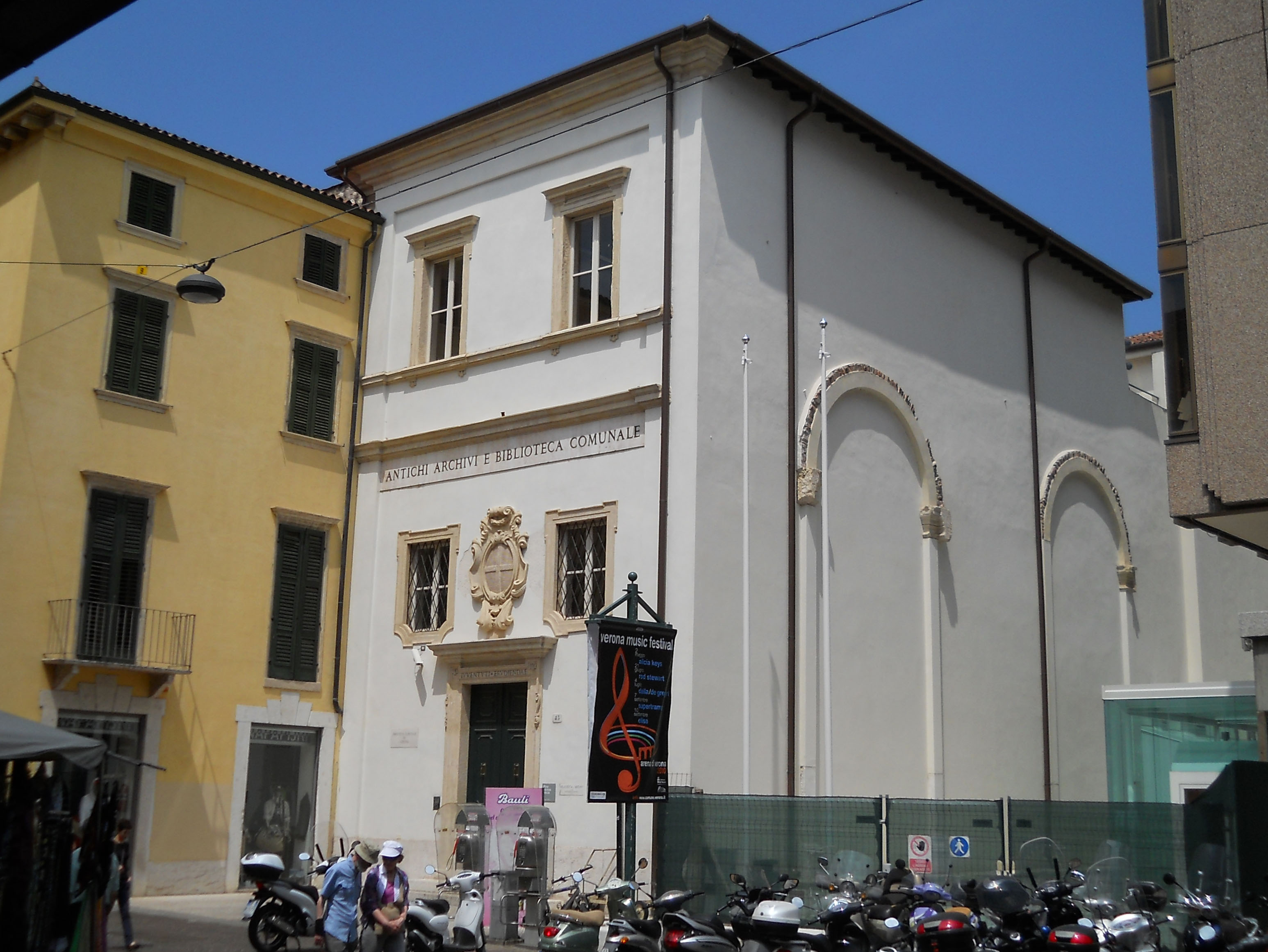
Antichi Archivi e Biblioteca Comunale de Verona.

Instaurada en 1792, fue abierta al público diez años más tarde, en 1802. Ya en 1868 el patrimonio librario alcanzaba los 60.000 volúmenes, por lo que fue necesario ampliar la sede y unirla a los Antichi Archivi. El edificio más importante del complejo que la hospeda (la consacradaa iglesia de San Sebastián) fue destruido completamente, a excepción del campanario, por el bombardeo aéreo aliado del 4 de enero de 1945, con graves pérdidas para el patrimonio librario, aunque por fortuna se salvó el material manuscrito y los incunables.
La nueva y moderna sede fue proyectada por Pier Luigi Nervi y fue inaugurada el 2 de junio de 1980. La biblioteca posee más allá de 700.000 volúmenes, 1.230 incunables, 6.000 ejemplares del siglo XVI, 3.600 manuscritos, 95.000 cartas y documentos, una fototeca, 2.000 cabeceras de prensa, documentos y mapas geográficos y topográficos. Durante la Segunda Guerra Mundial, el director de la biblioteca fue Vittorio Fainelli.

## Promoteca veronese
En el interior de la biblioteca hay dos salas con bustos y medallones de los más ilustres veroneses, datados del siglo XIX, conocidas como la Promoteca veronese.

## Otros proyectos
- Wikimedia Commons contiene immagini o altri file su Biblioteca civica di Verona